# Raoul Magrin-Vernerey
Raoul Charles Magrin-Vernerey, znany także jako Ralph Monclar lub Raoul Monclar (ur. 7 lutego 1892 w Budapeszcie, zm. 3 czerwca 1964 w Paryżu) – francuski wojskowy, generał, dowódca Batalionu Francuskiego podczas wojny koreańskiej.

## Życiorys
Jego matką była Anne Magrin, pracująca w Wiedniu nauczycielka francuskiego. W dzieciństwie wychowywał go węgierski arystokrata, po powrocie do Francji wychowywała go babka.
Wykształcenie zdobywał początkowo w Lycée Victor Hugo w Besançon, a następnie w seminarium w Ornans. W wieku 16 lat próbował wstąpić do Legii Cudzoziemskiej, z powodu wieku nie został jednak przyjęty do wojska. W 1912 rozpoczął studia w École spéciale militaire de Saint-Cyr, akademię ukończył niedługo przed wybuchem I wojny światowej. W stopniu podporucznika został następnie przydzielony do 60 Pułku Piechoty. Podczas I wojny światowej został siedmiokrotnie ranny (padł m.in. ofiarą ataku gazowego) i odznaczony Legią Honorową, wojnę zakończył w stopniu kapitana. 
Po podpisaniu rozejmu w Compiègne wyjechał do Lewantu, gdzie ponownie odznaczył się w boju. W 1919 roku brał udział w interwencji wojsk francuskich w rosyjskiej wojnie domowej, w Odessie. W 1924 został przydzielony do 1 Cudzoziemskiego Pułku Piechoty, a później do 3 Cudzoziemskiego Pułku Piechoty, w którego składzie brał udział w wojnie o Rif. W 1928 został dowódcą batalionu, od 1931 służył w 2 Cudzoziemskim Pułku Piechoty w Maroku, a później w 5 Cudzoziemskim Pułku Piechoty w Tonkinie. W czerwcu 1938 roku został awansowany do stopnia podpułkownika i powrócił do służby w Maroku.
W lutym 1940 roku został dowódcą 13 Półbrygady Legii Cudzoziemskiej i brał z nią udział w kampanii norweskiej, odznaczając się m.in. podczas walk o Narwik. 16 czerwca 1940 roku wraz ze swoją jednostką trafił do Bretanii, a następnie na pokładzie statku towarowego przedostał się do Wielkiej Brytanii, gdzie wraz z częścią swojej jednostki dołączył do sił Wolnych Francuzów. W 1940 został awansowany do stopnia pułkownika.
Pod koniec sierpnia 1940 został wraz ze swoją jednostką wysłany do Afryki, by brać udział w operacji Menace oraz w walkach na terenie Kamerunu i Sierra Leone. Odmówił jednak wzięcia udziału w kampanii o Gabon, nie chcąc walczyć z innymi Francuzami.
Następnie na czele brygady brał udział w kampanii wschodnioafrykańskiej, walcząc m.in. pod Keren. Doprowadził do wzięcia do niewoli admirała Maria Bonettiego i dwóch innych generałów. W 1941 odmówił udziału w operacji Exporter, ponownie nie chcąc walczyć z innymi Francuzami. W grudniu 1941 został awansowany na generała brygady. Od grudnia 1942 do 1943 był dowódcą wojsk francuskich stacjonujących w Wielkiej Brytanii, a od listopada 1943 roku do końca wojny – całości wojsk francuskich stacjonujących w Lewancie.
W 1946 mianowany zastępcą naczelnego dowódcy wojsk francuskich w Algierii. W czerwcu 1948 roku został inspektorem Legii Cudzoziemskiej i brał udział w I wojnie indochińskiej. W 1950 awansowany do stopnia generała broni.
W 1951 na krótko zdegradował się ochotniczo do stopnia podpułkownika, by dowodzić Batalionem Francuskim biorącym udział w wojnie koreańskiej. Następnie przeszedł na emeryturę. W 1962 objął funkcję gubernatora des Invalides. 
Zmarł 3 czerwca 1964 w szpitalu Val-de-Grâce w Paryżu. Został pochowany w podziemiach kompleksu Les Invalides.

## Odznaczenia
Odznaczony następującymi odznaczeniami:
- Krzyż Wielki Legii Honorowej
- Kawaler Legii Honorowej
- Medal Wojskowy
- Krzyż Wojenny 1914–1918
- Krzyż Wojenny 1939–1945
- Krzyż Wojenny TOE
- Medal Ruchu Oporu z Rozetą
- Medal Uciekinierów z Niewoli
- Medal Rannych na Wojnie
- Krzyż Kombatanta-Ochotnika 1914−1918
- Medal Kolonialny
- Medal Pamiątkowy Wielkiej Wojny
- Medal Zwycięstwa
- Medal Pamiątkowy Wojny 1939–1945
- Medal Pamiątkowy Ochotników Wolnej Francji
- Wielki Oficer Orderu Smoka Annamu (Wietnam)
- Krzyż Wojskowy (Wielka Brytania)
- Komandor Orderu Imperium Brytyjskiego (Wielka Brytania)
- Srebrna Gwiazda (Stany Zjednoczone)
- Legia Zasługi (Stany Zjednoczone)
- Komandor Orderu Korony (Belgia)
- Krzyż Wojenny 1914–1918 (Belgia)
- Krzyż Wielki Orderu Świętego Olafa (Norwegia)
- Krzyż Wojenny z Mieczem (Norwegia)
- Krzyż Srebrny Orderu Virtuti Militari (Polska)
- Order Zasługi (Liban)
- Krzyż Wojenny (Grecja)
- Oficer Orderu Gwiazdy Rumunii
- Krzyż Wielki Orderu Kambodży
- Wielki Oficer Orderu Alawitów
- Krzyż Wielki Orderu Gwiazdy Anjouan
- United Nations Korea Medal